# Acsády László
Acsády László (Budapest, 1966. július 29. –) Széchenyi-díjas magyar neurobiológus, a Magyar Tudományos Akadémia rendes tagja.
Az Eötvös Loránd Tudományegyetem Természettudományi Karának biológia szakán szerzett PhD-fokozatot 1997-ben. A Magyar Tudományos Akadémia doktora (DSc.) fokozatot 2007-ben szerezte meg. Az MTA 2019-ben levelező, 2025-ben rendes tagjává választotta. Jelenleg az MTA Kísérleti Orvostudományi Kutatóintézetében (MTA KOKI) dolgozik. Kutatási területe a thalamus szubkortikális bemeneteinek morfofunkcionális vizsgálata és a thalamokortikális hálózatok morfológiai és funkcionális vizsgálata.

## Tagságai
- Academia Europaea
- Federation of European Neuroscience
- Society for Neuroscience
- Journal of Neuroscience

## Díjai
- Charles Simonyi Kutatói Ösztöndíj
- Cortical Explorer Prize
- Bolyai Plakett
- Akadémiai Ifjúsági Díj
- Széchenyi-díj (2022)[1]